# Premio Pulitzer 1952
Quella del 1952 fu la trentaseiesima assegnazione dei Premi Pulitzer e vide il conferimento di undici premi in tredici categorie, sette relative al mondo del giornalismo e sei relative al mondo della letteratura, della drammaturgia e della musica, a cui furono aggiunte due menzioni speciali nel campo del giornalismo.
In quest'edizione, la giuria fu composta da 15 membri, tra cui il presidente della Columbia University, Grayson Kirk, e fu presieduta da Joseph Pulitzer, redattore del St. Louis Post-Dispatch nonché omonimo figlio del fondatore dei premi Pulitzer, Joseph Pulitzer.

## Giornalismo

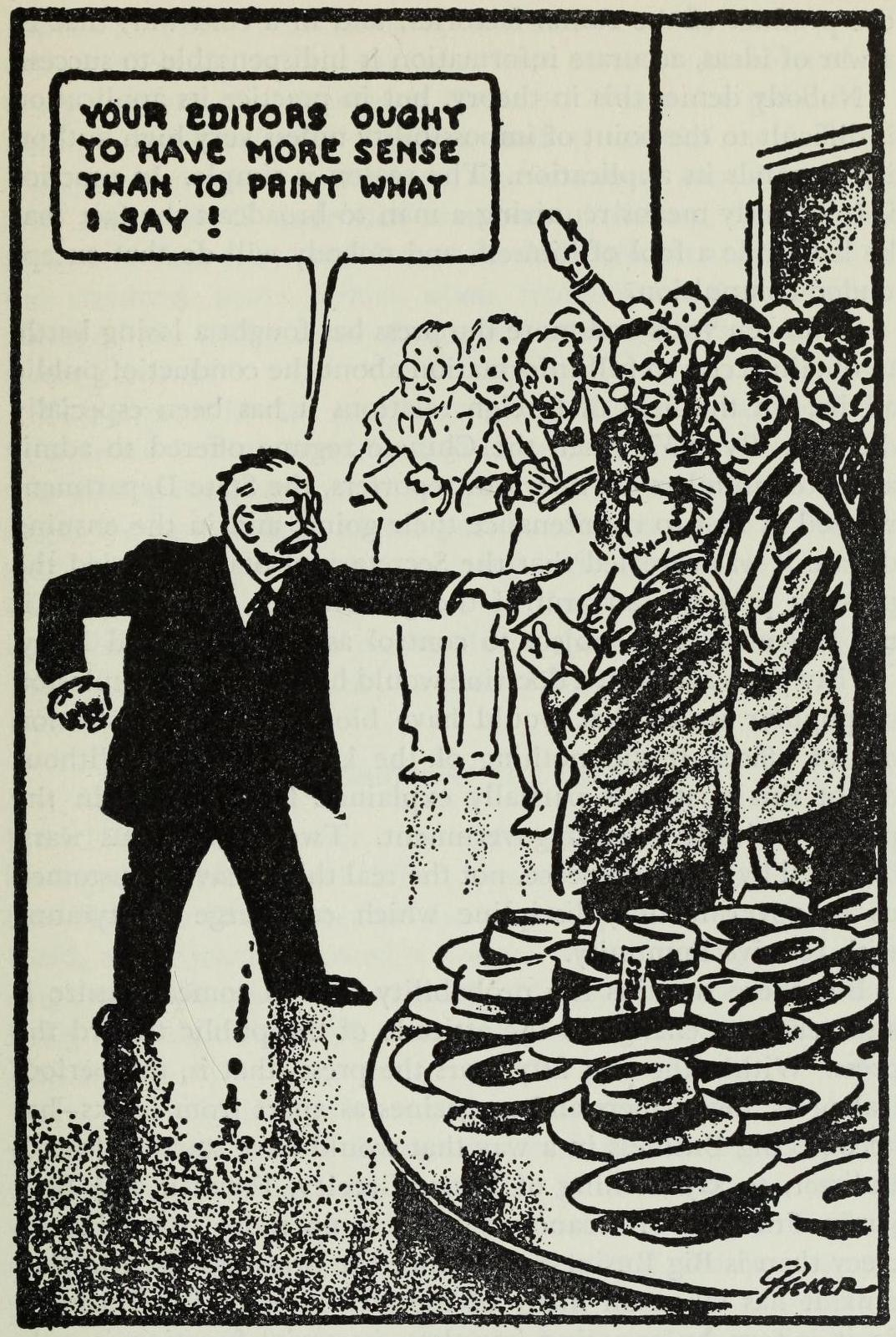
Your Editors Ought to Have More Sense Than to Print What I Say!, vincitrice del premio per la miglior vignetta editoriale

- Pubblico servizio:
  - St. Louis Post-Dispatch, per le sue indagini e rivelazioni sulla corruzione diffusa nell'Internal Revenue Bureau e in altri dipartimenti governativi.[3]
- Giornalismo locale:
  - George De Carvalho, del San Francisco Chronicle, per i suoi servizi su un "racket di riscatti" volto a estorcere denaro ai cittadini cinesi residenti negli Stati Uniti d'America per la liberazione dei loro parenti detenuti nella Cina comunista.
- Giornalismo nazionale:
  - Anthony Leviero, del The New York Times, per il suo articolo esclusivo del 21 aprile 1951 contenente il resoconto delle conversazioni tra il presidente Truman e il generale Douglas MacArthur durante la loro conferenza a Wake Island dell'ottobre 1950.
- Giornalismo internazionale:
  - John M. Hightower, dell'Associated Press, per la costante qualità dei suoi servizi riguardanti affari internazionali e pubblicati durante il 1951.
- Editoriale:
  - Louis La Coss, del St. Louis Globe-Democrat, per il suo editoriale intitolato Low Estate of Public Morals.
- Vignetta editoriale:
  - Fred L. Packer, del New York Mirror, per la vignetta intitolata Your Editors Ought to Have More Sense Than to Print What I Say!.
- Fotografia:
  - John Robinson e Don Ultang, del Des Moines Register and Tribune, per la loro sequenza fotografica realizzata durante la partita di football americano giocata il 20 ottobre 1951 tra Drake e Oklahoma A & M, in cui il giocatore Wilbanks Smith ruppe la mascella all'avversario Johnny Bright.

- Menzioni speciali
  - Max Kase, del New York Journal American, per le sue esclusive denunce di tangenti e altre forme di corruzione nel mondo della pallacanestro statunitense, che hanno contribuito a ripristinare la fiducia nell'integrità del gioco.
  - The Kansas City Star, per la copertura mediatica dell'alluvione del Kansas e del Missouri nordoccidentale del 1951, un encomiabile esempio di reportage che ha fornito informazioni puntuali, garantendo la massima protezione pubblica.

## Letteratura, drammaturgia e musica
- Narrativa:
  - The Caine Mutiny, di Herman Wouk (Doubleday).
- Drammaturgia:
  - The Shrike, di Joseph Kramm (Random House).
- Storia:
  - The Uprooted, di Oscar Handlin (Little).
- Biografie o Autobiografie:
  - Charles Evans Hughes, di Merlo J. Pusey (Macmillan).
- Poesia:
  - Collected Poems, di Marianne Moore (Macmillan).
- Musica:
  - Symphony Concertante, di Gail Kubik, eseguita presso la The Town Hall, a New York, il 7 gennaio 1952.